# Rowy (Pułtusk)
Pour les articles homonymes, voir Rowy.
Rowy (prononciation : [ˈrɔvɨ]) est un village polonais de la gmina d'Obryte dans le powiat de Pułtusk de la voïvodie de Mazovie dans le centre-est de la Pologne.

## Histoire
De 1975 à 1998, le village appartenait administrativement à la voïvodie d'Ostrołęka.